# 技术进出口有限公司
技术进出口有限公司（羅馬化：Tovarystvo z Obmezhenoyu Vidpovidalʹnistyu naukovo-Vyrobnycha Kompaniya Tekhimpeks, TOV "NVK Tekhimpeks"，直译：「有限责任公司科学与生产公司“技进出”」；在乌克兰通常简称“Техімпекс”，意为“技术进出口”。由“技术”的乌克兰语词汇“технології”、“进口”的乌克兰语词汇“імпорт”、“出口”的乌克兰语词汇“експорт”分别取其前三位加粗部分字母组合而来），是属于乌克兰国防产业的一家研究和生产公司。
公司最初只从事军事装备的销售，后来又增加了武器和军事装备的翻修和现代化改造，以及火炮和小型武器的生产和修理的业务。
技术进出口有限公司是乌克兰国防部、内政部、国民警卫队和国家边防局发出的乌克兰国防令的参与者。

## 引文
1. 1 2  . www.youcontrol.com.ua.   [2021-07-21]. （原始内容存档于2024-07-04）.
2. ↑  . ldc.org.ua. （原始内容存档于2019-07-21）.